# Oued Ed-Dahab-Lagouira
Oued Ed-Dahab – Lagouira er en region som administreres af Marokko men tilhører det omstridte område Vestsahara. Regionen havde i 2004 99.367 indbyggere, på et areal af 130.899 km². Regionens administrative hovedby er Dakhla.

## Administrativ inddeling
Regionen er inddelt i to provinser:
- Aousserd
- Oued Ed-Dahab

## Større byer
Indbyggertal i følge folketællingen 2. september 2004.
- Dakhla (58.104)
- Lagouira (3.726)

## Eksterne kilder og henvisninger
- Recensement général de la population et de l'habitat de 2004 Arkiveret 5. januar 2019 hos  Wayback Machine, Haut-commissariat au Plan, Lavieeco.com, set 28. september 2012

23°0′N 15°0′V / 23.000°N 15.000°V